# Philomecyna pilosella
Philomecyna pilosella är en skalbaggsart som beskrevs av Hermann Julius Kolbe 1894. Philomecyna pilosella ingår i släktet Philomecyna och familjen långhorningar.
Artens utbredningsområde är Kenya. Inga underarter finns listade i Catalogue of Life.